# 20 г. пр.н.е.
20 (двадесета) година преди новата ера (пр.н.е.) е обикновена година, започваща в сряда или четвъртък или високосна година, започваща във вторник, сряда или четвъртък по юлианския календар.

## Събития

### В Римската империя
- Консули на Римската империя са Марк Апулей и Публий Силий Нерва.
- Император Август посещава източните провинции и Сирия, за да организира мирни преговори с партите. В Рим го замества Агрипа.
- 20 май – Римската империя и Партското царство сключват мирен договор, по силата на който на римляните са върнати пленените орли на Марк Крас и Марк Антоний.[1]
- Пратеници от Индия посещават Рим с предложения за приятелство. С тях е сключен договор.[2]

#### В Армения
- По заповед на Август, Тиберий поставя на трона в Арменското царство Тигран III.[3]

#### В Комагена
- Митридат III наследява баща си като цар, с одобрението на Август.[4]

#### В Юдея
- След смъртта на тетрарха Зенодор, управляваните от него земи са присъединени от Август към земите на Ирод Велики.[5]

### В Индия
- Индо-партското царство, начело с Гондофар I, се отделя от Партия[6]

## Родени
- Гай Цезар, син на Марк Випсаний Агрипа и Юлия Старша (умрял 4 г.)
- Сеян, римски военен и държавник, съветник на император Тиберий (умрял 31 г.)
- Ирод Антипа, син на Ирод Велики (умрял ок. 39 г.)[7]

### Починали
- Зенодор, тетрарх на малко владение в Итурея